# お待ちどおさま
『お待ちどおさま』（おまちどおさま）は、1971年4月8日から同年7月8日まで、NETテレビ（現・テレビ朝日）系列にて放映されたテレビドラマ。

## 作品概要
東京・赤羽にある「本木食堂」を舞台の中心とし、食堂を切り盛りする知栄子とその夫・靖男、そして四人の姉妹の中に、本木家に引き取られた慶一郎とを合わせた一家の生活ぶり、様々な出来事などを描いたホームドラマ。

## 放映データ
- 放映期間：1971年4月8日〜1971年7月8日
- 放映曜日・放映時間帯：毎週木曜日20時〜20時56分
- 放映話数：全13話
- 放映形式：カラー16mmフィルム
- 制作：NET、東映

## スタッフ
- プロデューサー：服部尚雄
- 脚本：椎名龍治
- 監督：渡辺成男（第1話〜第2話）、吉川一義（第3話〜第13話）
- 音楽：塚原晢夫
- 助監督：小島裕重 他
- 撮影：藤本茂 他
- 照明：吉岡伝吉 他
- 録音：長井幹夫 他
- 美術：坪井輝彦 他
- 編集：山口一喜 他
- 記録：白山和子 他
- 進行：奈良場繁
- 装置：東和美術
- 現像：東映化学

## 主題歌
『かあさんは青い空』 歌：市原悦子 （作詞：岡田憲和、作曲：塚原晢夫　テイチクレコード）

## キャスト
- 本木知栄子：市原悦子
- 本木靖男：佐藤英夫
- 本木靖子：天田聖名子
- 本木知子：関口奈保美
- 本木栄子：新井奈津江
- 本木史子：山添三千代
- 慶一郎：絹笠太規
- 蓮子：井口恭子
- 治郎：前川哲男
- 佐田：関陽子
- 河内桃子
- 朔次：鶴田忍
- 三浦：浜田寅彦
- 三河屋：陶隆
ほか